# 제비나비
제비나비(학명 : Papilio bianor, black swallowtail emerald)는 호랑나비과의 대형 나비다.

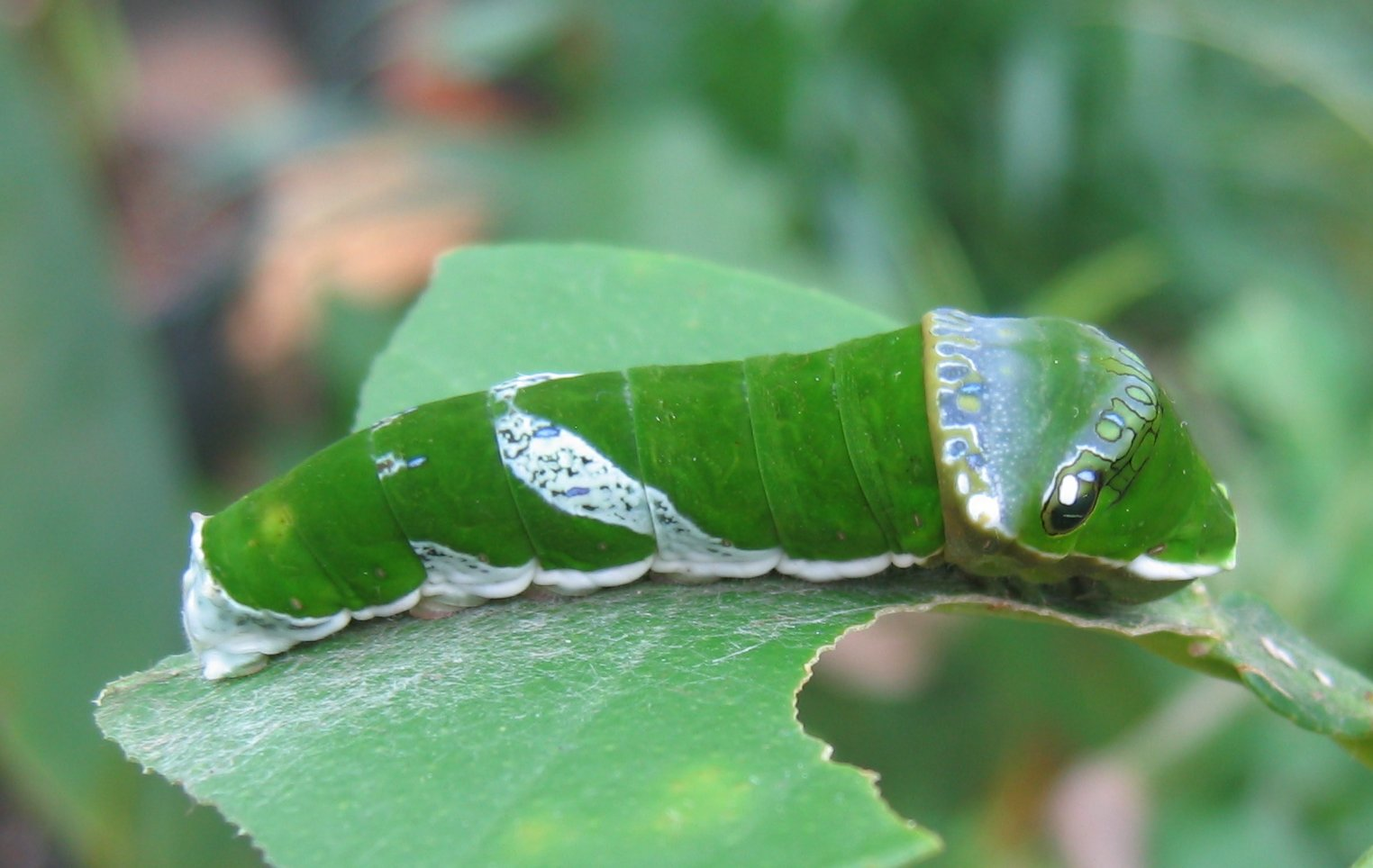
애벌레.